# Röda dammen
Röda dammen är en sjö i Ludvika kommun i Dalarna och ingår i Norrströms huvudavrinningsområde.